# Muhammad ibn Sharif
Muhammad ibn Sharif av Tafilalt, död 1664, var regerande sultan av Tafilalt i Marocko mellan 1641 och 1664. Han utvidgade oasstaden Tafilalts makt genom militära erövringar och avsattes av sin bror. 